# Alsachimie
 (novembre 2012).
Si vous disposez d'ouvrages ou d'articles de référence ou si vous connaissez des sites web de qualité traitant du thème abordé ici, merci de compléter l'article en donnant les références utiles à sa vérifiabilité et en les liant à la section « Notes et références ».
Alsachimie est une entreprise française, basée à Chalampé. Active dans la production d'intermédiaires polyamides et nylon, elle a quitté le 01 février 2020 le groupe Solvay pour devenir une entreprise indépendante détenue à 51% par BASF et 49% par Domo.  
Elle opère une partie des moyens de production appartenant à la SNC Butachimie, coentreprise entre BASF et Invista. 
Ses usines classées Seveso sont installées dans la zone industrielle d'Ottmarsheim-Chalampé. Le site est la première plateforme industrielle pétrochimique française, avec plus de 70 hectares de bâtis, connexion au réseau ferroviaire et port fluvial propres.
Le 17 janvier 2022, un investissement important - 300 millions d'euros - est officialisé par BASF en présence du président Emmanuel Macron et de plusieurs ministres : une nouvelle unité d'HMD verra le jour sur le site de Chalampé.
Le 29 Mai 2025, BASF annonce se porter officiellement acquéreur des 49% détenus par Domo Chemicals de la joint-venture Alsachimie.Annonce LinkedIn